# Nicola Gratteri
Nicola Gratteri (Gerace, 22 luglio 1958) è un magistrato e saggista italiano, dal 13 settembre 2023 Procuratore della Repubblica presso il Tribunale di Napoli.

## Biografia
Nicola Gratteri è nato il 22 luglio del 1958 a Gerace (Reggio Calabria), nella Locride, in una famiglia poco abbiente di cui è il terzo di cinque figli; suo padre era un camionista, mentre la madre era casalinga. Dopo aver conseguito la maturità presso il liceo Scientifico "Zaleuco" di Locri, si iscrive alla Facoltà di Giurisprudenza all'Università di Catania. Si laurea in quattro anni e due mesi dopo, nel 1983, appena venticinquenne, entra in magistratura.
Considerato come una delle figure di spicco dell'azione di contrasto alla 'ndrangheta, battaglia nella quale è impegnato attivamente fin dagli inizi della propria carriera, vive sotto scorta dall'aprile del 1989, dopo che la sua prima indagine aveva provocato le dimissioni dell’assessore regionale socialista Giovanni Palamara per una vicenda di corruzione, ed aveva causato la crisi della Giunta regionale calabrese. Mentre prestava servizio come sostituto procuratore a Locri nei primi anni novanta, si è inoltre occupato di rilevanti inchieste sui legami tra 'ndrangheta, politica, massoneria e sul traffico di droga e armi, spesso di concerto con il Procuratore della Repubblica di Palmi Agostino Cordova. Nel settembre del 1993, è sfuggito a ben tre attentati organizzati nel giro di tre settimane. Il 21 giugno 2005, il ROS dei Carabinieri ha scoperto nella piana di Gioia Tauro un arsenale di armi (un chilo di plastico con detonatore, lanciarazzi, kalašnikov, bombe a mano) che sarebbe potuto servire per un attentato ai danni di Gratteri.
Il 3 febbraio del 2009 Gratteri viene nominato procuratore aggiunto della Repubblica presso il tribunale di Reggio Calabria. Il 18 giugno 2013 il Presidente del Consiglio dei ministri Enrico Letta nomina Gratteri componente del corpo di esperti per l'elaborazione di proposte in tema di repressione della criminalità organizzata. Nel febbraio 2014, nell'ambito della formazione di un nuovo esecutivo presieduto da Matteo Renzi viene proposto il suo nome per il ruolo di Ministro della giustizia, ma alla fine prevale Andrea Orlando, già Ministro dell'ambiente del Governo Letta, a seguito dell'opposizione del Presidente della Repubblica Giorgio Napolitano, il quale riteneva che Gratteri fosse un "pubblico ministero caratterizzato".
Il 27 febbraio 2014 Rosy Bindi, in qualità di presidente della Commissione parlamentare antimafia, annuncia la nomina di Gratteri a consigliere della commissione. Gratteri ha accettato l'incarico compatibilmente col suo ruolo in procura.
Il 1º agosto 2014 il Presidente del Consiglio Matteo Renzi nomina Gratteri Presidente della commissione per l'elaborazione di proposte normative in tema di lotta alle mafie.
Il 21 aprile 2016 il plenum del CSM, a larga maggioranza, lo ha nominato con pratica d’urgenza Procuratore di Catanzaro, al posto di Antonio Lombardo, andato in pensione.
Gratteri è un convinto sostenitore dell'importanza dell'educazione dei giovani come strumento di prevenzione nella lotta alle organizzazioni criminali e tiene regolarmente conferenze a tale scopo nelle scuole e nelle università, in Italia e all'estero, al fine di incontrare i giovani e spiegare loro il perché "non conviene" essere 'ndranghetisti. Nel novembre 2011 ha pubblicato un libro, assieme al giornalista Antonio Nicaso, intitolato La mafia fa schifo, dove sono raccolti pensieri e lettere di ragazzi sul tema delle mafie.
Il 4 maggio del 2022 nella votazione del Consiglio superiore della Magistratura per l'elezione di un nuovo Procuratore Nazionale Antimafia viene battuto da Giovanni Melillo, già Procuratore della Repubblica presso il Tribunale di Napoli per un totale di 13 voti, contro i 7 espressi in favore di Gratteri.
Il 13 settembre 2023 viene eletto Procuratore della Repubblica del Tribunale di Napoli al primo scrutinio dal CSM, con un totale di 19 voti; 8 voti sono stati invece espressi verso il procuratore aggiunto Rosa Volpe, che aveva retto le sorti della procura campana per oltre un anno e mezzo, poiché il precedente procuratore capo Melillo era stato nominato Procuratore Nazionale Antimafia. Si sono espressi in favore della nomina di Gratteri il vicepresidente del CSM Fabio Pinelli, il procuratore generale della Corte di Cassazione Luigi Salvato nonché i membri laici di Magistratura indipendente e di Unitá per la Costituzione.

## Attività come Procuratore della Repubblica

### Operazione del 2003 contro l'alleanza tra 'Ndrangheta e Cosa nostra
Nel 2003 coordinò l'operazione "Igres" con 74 arresti che svelò un'alleanza per il traffico internazionale di cocaina tra i Marando e i Trimboli originari di Platì ma residenti da anni a Volpiano, vicino a Torino, e dall'altra i fratelli Mariano ed Epifanio Agate di Mazara del Vallo e i Guttadauro di Bagheria. La droga proveniva dalla Colombia e passava dalla Namibia con la mediazione di Roberto Pannunzi, broker mondiale del narcotraffico, fedelissimo dei Marando.
In qualità di Sostituto Procuratore, coordina il 14 novembre 2003 l'esecuzione di un'imponente operazione contro i clan Barbaro “Castani” e i Trimboli-Perre di Platì denominata "Marine", durante la quale circa mille carabinieri hanno arrestato nella notte oltre cento persone. Il processo si conclude con 8 condanne con rito abbreviato, su 44 imputati, mentre per altre 19 persone rinviate a giudizio, sui restanti 78 imputati giudicati con il rito ordinario, arriva la prescrizione.

### Operazione del 2008 e 2011 contro i legami con i cartelli della droga messicani e colombiani
Con le inchieste "Solare" del 2008 e "Crimine 3" del 2011, la Procura di Reggio Calabria, coordinata dal procuratore capo Giuseppe Pignatone e dagli aggiunti Nicola Gratteri e Michele Prestipino, riesce a colpire i rapporti tra 'ndrangheta, mafia siciliana, i cartelli della droga messicani e colombiani.
Riguardo a queste operazioni Gratteri dichiarò: “Questa è una delle poche indagini da manuale che può essere utilizzata nelle scuole di polizia per dire come si fanno le indagini di droga e come ci si rapporta con le forze di polizia di altri Stati che hanno mentalità e codici diversi”.

### Operazione del 2010 contro le ramificazioni in Lombardia
Nel 2010 le inchieste della Direzione distrettuale anti-mafia (Dda) di Milano "Infinito" e della Dda di Reggio Calabria "Crimine", condotte in parallelo, portano all'arresto di 304 persone tra Calabria e Lombardia, con un'operazione che si è svolta il giorno 13 luglio 2010 ed ha impegnato 3.000 uomini delle forze dell'ordine.
Queste due inchieste parallele sfociano in due processi paralleli, uno tenuto a Reggio Calabria e l'altro a Milano. Il processo "Infinito" di Milano si conclude in Cassazione il 6 giugno 2014, mentre il processo "Crimine" di Reggio Calabria si conclude il 17 giugno 2016. Le sentenze definitive confermano sostanzialmente l'impianto accusatorio delle Procura di Reggio Calabria e di Milano.
Il processo "Crimine-Infinito" ebbe grande importanza non solo per i risultati ottenuti nella lotta al crimine, ma anche perché mostrò il radicamento della 'ndrangheta nell'Italia del Nord, e per la prima volta dimostrò l'esistenza di un'organizzazione e di livelli gerarchici anche all'interno della 'ndrangheta, che ne fanno un'organizzazione criminale "unitaria". Questo pone la 'ndrangheta, dal punto di vista organizzativo, a metà strada tra l'organizzazione fortemente gerarchica e verticale della mafia siciliana, e invece il carattere orizzontale e frammentato della camorra napoletana. I legami infatti tra la "madrepatria", la Calabria, e i "locali", in Lombardia, e i rapporti tra le cosche calabresi coinvolte, erano gestiti tramite un'organizzazione in commissioni e sotto-commissioni.
Il vertice della 'ndrangheta viene chiamato dagli affiliati "Provincia" o "Crimine".
Inoltre nelle indagini le forze dell'ordine riuscirono a filmare per la prima volta un vertice di 'ndranghetisti nel 2009 in località Polsi, nel Comune di San Luca, in occasione della festa della Madonna.
Il processo "Infinito", svoltosi a Milano, si concluse in Cassazione il 6 giugno 2014 per il rito abbreviato con 92 condanne. Quello con rito ordinario si concluse il 30 aprile 2015 in Cassazione con 41 condanne.
Il processo "Crimine", svoltosi a Reggio Calabria, si concluse in Cassazione il 17 giugno 2016 con una novantina di condanne. Il processo riguardò i capi delle 'ndrine di Rosarno e Gioia Tauro, di Palmi, di Locri, di Platì, di Africo.
In un'intervista, Gratteri raccontò che in fase di indagini furono decisive tre microspie piazzate a casa del boss di San Luca Giuseppe Pelle, nella lavanderia Ape Green del boss Giuseppe Commisso e nel giardino del padrino don Mico Oppedisano, grazie alle quali è stato possibile ricostruire dettagliatamente la nuova struttura della 'ndrangheta.

### Operazione del 2014 contro il traffico di droga tra Calabria e New York
Nel 2014, da Procuratore Aggiunto della Direzione distrettuale antimafia (Dda) di Reggio Calabria, con l'operazione "New bridge" sgomina una delle direttrici del traffico di stupefacenti tra Calabria e New York, che faceva capo alle famiglie degli Ursino di Gioiosa Ionica e a quella dei Gambino a New York. I trasporti di cocaina avvenivano nell'ordine di carichi di 500 chili per volta. A questo proposito Gratteri afferma che la 'ndrangheta è presente dagli anni 70 negli Stati Uniti, e che si sta espandendo. Nel 2019 la Corte d'Appello di Reggio Calabria conferma le 9 condanne, con la condanna più alta a 20 anni e 6 mesi, e le 4 assoluzioni stabilite dalla sentenza di primo grado emessa nel 2016 dal Tribunale di Locri.

### Operazioni del 2015 contro il traffico di droga tra Calabria e Americhe
Nel 2015 conduce come Procuratore aggiunto della Direzione distrettuale antimafia (Dda) di Reggio Calabria, insieme al Sostituto procuratore Paolo Sirleo, le operazioni "Columbus" e "Columbus 2" contro il traffico di stupefacenti tra Calabria, Sud America e USA, che riguardava Colombia, Costa Rica, Bolivia, Perù, e i grandi porti di Brasile e Argentina, da cui partivano i carichi di droga verso l'Europa e gli USA.
Nell'operazione "Columbus" le indagini dimostrarono come il ruolo di intermediario nel traffico di stupefacenti fosse svolto dal ristoratore di origini calabresi e da tempo stabilitosi a New York Gregorio Gigliotti: il suo ristorante "Cucino a modo mio", nel Queens, era il centro di questa rete di trafficanti, all'interno del quale passavano partite di droga e ingenti somme di denaro. I carichi di droga viaggiavano all'interno di navi cariche di frutta tropicale.
Il principale imputato dell'inchiesta "Columbus", Gregorio Gigliotti, è stato condannato negli USA, insieme a moglie e figlio. Per quanto riguarda gli imputati giudicati in Italia, la sentenza di primo grado del Tribunale di Palmi ha stabilito 5 condanne e 2 assoluzioni, con una condanna di 17 anni e 10 mesi a Franco Fazio, considerato l'uomo di fiducia di Gregorio Gigliotti. In appello, nel 2019, la sentenza è stata annullata e gli imputati liberati dalla Corte d'Appello di Reggio Calabria, in quanto il Tribunale di Palmi è stato ritenuto dai giudici incompetente, e gli atti trasmessi alla Procura di Catanzaro. Anche la sentenza, con il rito abbreviato, che condannava tre imputati a pene molto pesanti è stata annullata nel 2018 e disposta la loro scarcerazione.

### Operazione del 2018 contro i clan di Cirò Marina
Il 9 gennaio 2018 un'operazione coordinata dal Procuratore della Repubblica Gratteri, denominata "operazione Stige", porta all'arresto di 169 persone, di cui 131 vengono portate in carcere e per i restanti 38 vengono disposti gli arresti domiciliari, per vari reati legati all'attività mafiosa. Gli arresti vengono effettuati in Calabria, Lombardia, Veneto, Emilia-Romagna, Piemonte, Lazio, Toscana, Campania e Germania, a dimostrazione della ramificazione e dell'estensione raggiunta dalla 'ndrangheta. L'operazione va a colpire la cosca Farao-Marincola di Cirò Marina. Nel processo che ne segue, il 25 settembre si conclude il procedimento contro 104 imputati che avevano scelto il rito abbreviato, con 66 condanne e 38 assoluzioni, con le quali il GUP del Tribunale di Catanzaro conferma l'impianto accusatorio sostenuto dal Procuratore Gratteri.
Nel processo d'appello vengono stabilite 58 condanne e 20 assoluzioni.

### Operazione del 2019 contro i clan della provincia di Vibo Valentia
Nella notte tra mercoledì 18 dicembre 2019 e giovedì 19 dicembre 2019 guida una mega-operazione, denominata "Rinascita Scott", che smantella le cosche di 'Ndrangheta del Vibonese ricostruendo legami e affari tra imprenditoria, politica e massoneria deviata, che permette l'arresto di 334 persone e 416 indagati. In seguito il Tribunale del riesame scarcera 69 persone perché non sussistono più le esigenze di custodia cautelare, pur restando indagate.
Il rito abbreviato si conclude con 70 condanne e 20 assoluzioni.

## Dichiarazioni di Gratteri sul suo lavoro di magistrato
L'11 giugno 2020, durante un'audizione alla Commissione parlamentare antimafia, Gratteri dichiara riguardo al suo lavoro di magistrato: «Io sono innamorato di questo lavoro, sono un tossicodipendente da questo lavoro. Ma se non pensassi che possiamo cambiare, farei un altro lavoro. Sono un agricoltore infiltrato in magistratura, potrei fare quello. O l’intrattenitore». «Credo che la Calabria, anche insieme a voi, la cambieremo, nel giro di un paio d’anni la cambieremo. Facendo le cose per come si devono fare, nel giro di un paio di anni racconteremo una Calabria diversa».

## Dichiarazioni di Gratteri durante la celebrazione dei 30 anni della DIA
Il 31 gennaio 2021, in occasione della celebrazione dei 30 anni della Direzione Investigativa Antimafia, Nicola Gratteri dichiara: "È importante guardare queste immagini per conoscere la storia recente di questo Paese, per non dimenticare e perché questo serva a far riflettere i ragazzi, e soprattutto guardando queste immagini vorrei che il percorso mentale di questi ragazzi fosse quello di non farsi prendere in giro dagli adulti, adulti che non parlano più di contrasto alle mafie, non parlano più di modifiche normative che servono sul piano sostanziale a combattere le mafie che continuamente si trasformano, mutano con il mutare sociale. Perché se noi aspettiamo ancora che le mafie ne uccidano uno a sera per pensare che quello è il problema e quindi se non c’è un morto a sera il problema non esiste e quindi la mafia non esiste e non c’è motivo d’investire su uomini e mezzi ma soprattutto sul piano normativo, allora siamo a posto, siamo tutti tranquilli perché non c’è problema“.

## Opere
- Nicola Gratteri, Antonio Nicaso, 'Ndrangheta Le radici dell'odio, Aliberti Editore, 2007, ISBN 978-88-7424-294-8.
- Nicola Gratteri, Antonio Nicaso e Michele Borrelli, Il grande inganno. I falsi valori della 'ndrangheta, Luigi Pellegrini Editore, 2007, ISBN 9788881014576.
- Nicola Gratteri e Antonio Nicaso, Fratelli di sangue, Collana Mafie, Cosenza, Luigi Pellegrini Editore, 2007, ISBN 978-88-8101-373-9.
- Nicola Gratteri e Antonio Nicaso, Fratelli di sangue, Strade Blu, Milano, Mondadori, 2009, ISBN 978-88-04-58432-2.
- Nicola Gratteri, Antonio Nicaso e Valerio Giardina, Cosenza 'ndrine sangue e coltelli. La criminalità organizzata in Calabria, Cosenza, Luigi Pellegrini Editore, 2009, ISBN 978-88-8101-584-9.
- Nicola Gratteri e Antonio Nicaso, La Malapianta, Strade blu, Non fiction, Milano, Mondadori, 2010, ISBN 978-88-04-59369-0.
- Nicola Gratteri e Antonio Nicaso, 'Ndrangheta Le radici dell'odio, Aliberti Editore, 2010, ISBN 978-88-7424-608-3.
- Nicola Gratteri e Antonio Nicaso, La mafia fa schifo. Lettere di ragazzi da un paese che non si rassegna, Milano, Mondadori, 2011, ISBN 978-88-04-61366-4.
- Nicola Gratteri e Antonio Nicaso, La giustizia è una cosa seria, Milano, Mondadori, 2011, ISBN 88-04-60657-6.
- Nicola Gratteri e Antonio Nicaso, Dire e non dire. I dieci comandamenti della 'ndrangheta nelle parole degli affiliati, Collana Strade blu. Non fiction, Milano, Mondadori, 2012, ISBN 9788852030369.
- Nicola Gratteri e Antonio Nicaso, Acqua santissima. La Chiesa e la 'ndrangheta. Storie di potere, silenzi e assoluzioni, Collana Strade blu. Non fiction, Milano, Mondadori, 2013, ISBN 978-88-04-63214-6.
- Nicola Gratteri, Antonio Nicaso, John B. Trumper e Marta Maddalon, Male lingue, Cosenza, Luigi Pellegrini Editore, 2014, ISBN 978-88-6822-183-6.
- Nicola Gratteri e Antonio Nicaso, Oro Bianco. Storie di uomini, traffici e denaro dall'impero della cocaina, Collana Strade blu. Non fiction, Milano, Mondadori, 2015, ISBN 978-88-04-65299-1.
- Nicola Gratteri e Antonio Nicaso, Padrini e padroni. Come la 'ndrangheta è diventata classe dirigente, Collana Strade blu. Non fiction, Milano, Mondadori, 2016, ISBN 978-88-04-66892-3.
- Nicola Gratteri e Antonio Nicaso, L'inganno della mafia. Quando i criminali diventano eroi, Informazione, Roma, Rai-Eri, 2017, ISBN 978-88-397-1699-6.
- Nicola Gratteri e Antonio Nicaso, Fiumi d'oro. Come la 'ndrangheta investe i soldi della cocaina nell'economia legale, Collana Strade blu. Non fiction, Milano, Mondadori, 2017, ISBN 978-88-04-68359-9.
- Nicola Gratteri e Antonio Nicaso, Storia segreta della 'ndrangheta. Una lunga e oscura vicenda di sangue e potere (1860-2018), Collezione Le Scie. Nuova Serie, Milano, Mondadori, 2018, ISBN 978-88-04-70523-9.[67]
- Nicola Gratteri e Antonio Nicaso, Quando la 'ndrangheta scoprì l'America. 1880-1956. Da Santo Stefano d'Aspromonte a New York, una storia di affari, crimini e politica, Collana Strade blu. Non fiction, Milano, Mondadori, 2018, ISBN 978-88-04-71956-4.
- Nicola Gratteri e Antonio Nicaso, La rete degli invisibili. La 'ndrangheta nell'era digitale: meno sangue, più trame sommerse, Collana Strade blu. Non fiction, Milano, Mondadori, 2019, ISBN 978-88-047-1963-2.
- Nicola Gratteri e Antonio Nicaso, Ossigeno Illegale. Come le mafie approfitteranno dell'emergenza Covid–19 per radicarsi nel territorio italiano, Collana Strade blu. Non fiction, Milano, Mondadori, 2020 ISBN 978-88-04-73256-3.
- Nicola Gratteri e Antonio Nicaso, Complici e colpevoli. Come il nord ha aperto le porte alla 'ndrangheta, Collana Strade blu. Non fiction, Milano, Mondadori, 2021, ISBN 978-88-04-74404-7.
- Nicola Gratteri e Antonio Nicaso, Fuori dai confini. La 'ndrangheta nel mondo, Collana Strade blu. Non fiction, Milano, Mondadori, 2022, ISBN 978-88-047-6695-7.
- Nicola Gratteri e Antonio Nicaso, Il grifone. Come la tecnologia sta cambiando il volto della 'ndrangheta, Collana Strade blu. Non fiction, Milano, Mondadori, 2023, ISBN 978-88-047-8236-0.